# Dagpo kagyü

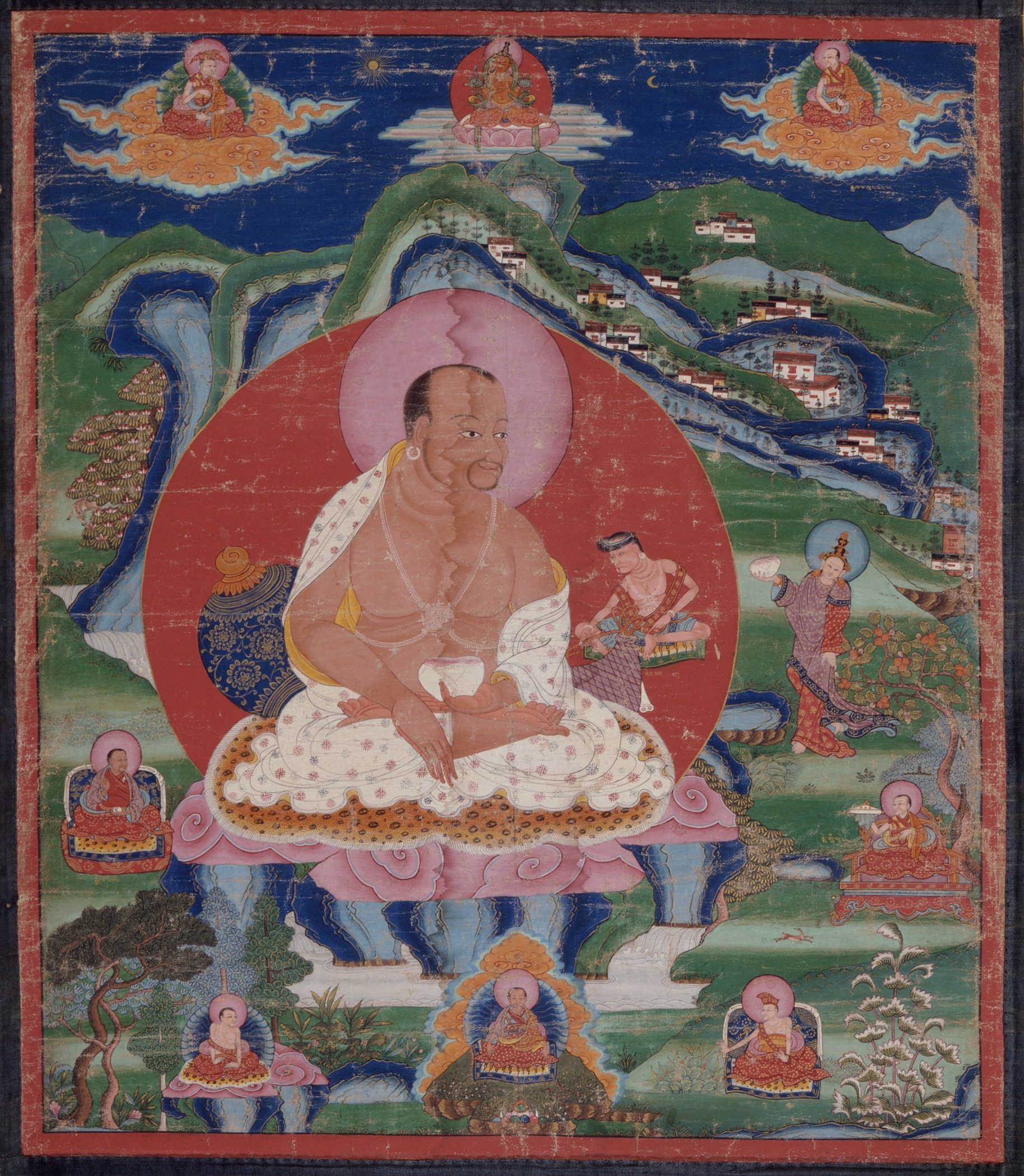
Lingrepa Padma Dordzse, a lingre kagyü alapítója.

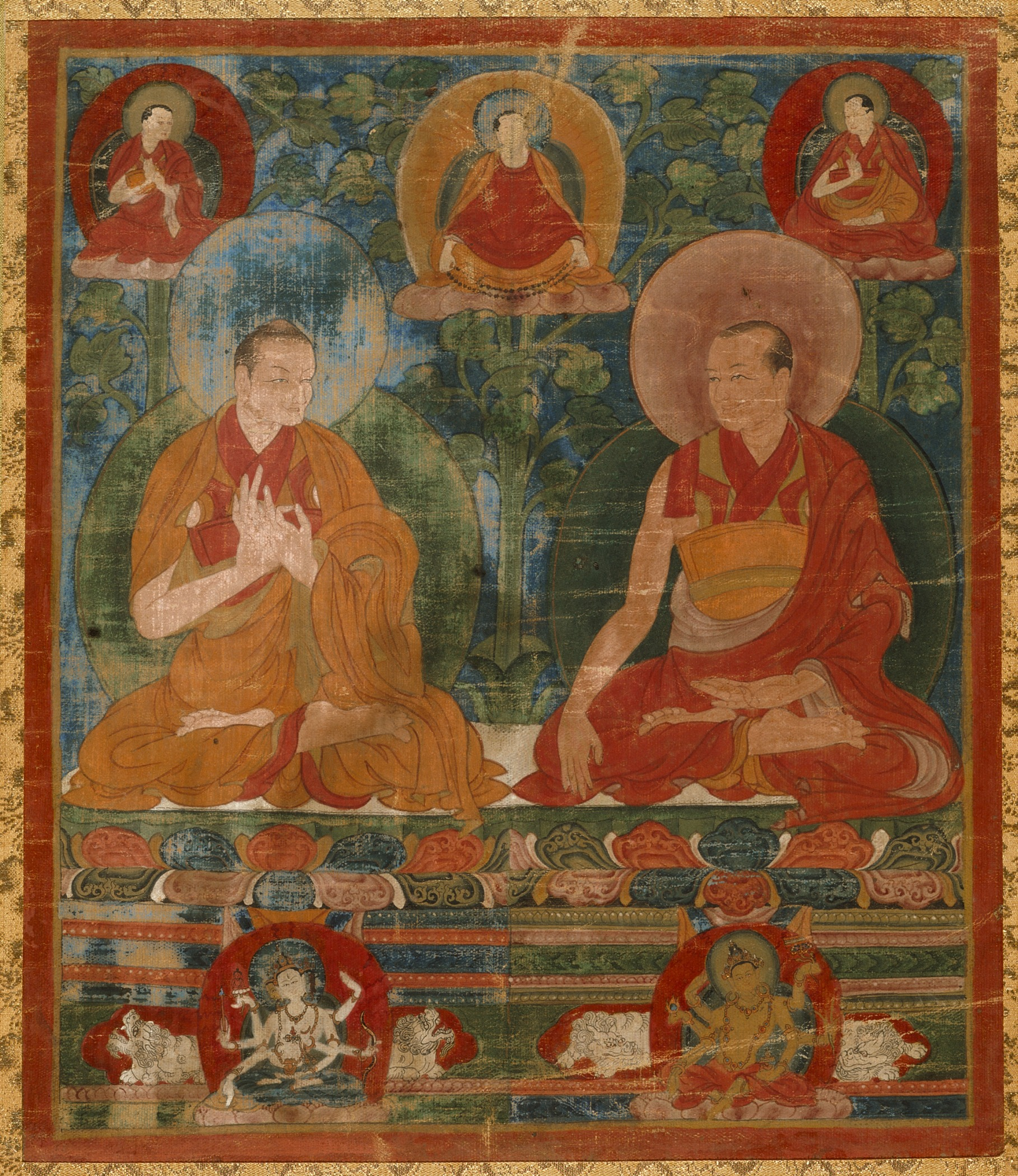
A trophu kagyü iskolához tartozó Szakjasri és Thropu Locava

A Dagpo kagyü (tibeti: དྭགས་པོ་བཀའ་བརྒྱུད, wylie: dwags po bka' brgyud) a tibeti buddhizmus kagyü ágának, akik a 11. századi Gampópa (1079-1153) buddhista mestertől (más néven Dagpo Lhadzse (དྭགས་པོ་ལྷ་རྗེ, dwags po lha rje - "a dagpoi orvos") és Nyamed Dakpo Rinpocsétől ("a dagpoi máshoz mérhetetlen drágaság") származtatják hagyományvonalukat. A tibeti buddhizmusba tartozó összes kagyü hagyomány, beleértve a drikung kagyüt, a drukpa vonalat és a Karma kagyüt, a dagpo kagyü ágai.
Szűkebb értelemben a dagpo kagyü iskolát kifejezetten csak Gampópa saját maga által alapított kolostorára használják. Ez a vonal Gampópától saját unokaöccsére szállt, Dagpo Gomculra. Dagpo Tasi Namgyal (1511-1587) a vonal egyik kiemelkedő lámája volt.

## A Dagpo kagyü vonalak
Gampópa tanításaiből négy elsődleges és nyolc másodlagos vonal alakult ki a dagpo kagyü iskolán belül.

### A Dagpo kagyü négy elsődleges aliskolája
- Calpa kagyü - alapító: Csang Judrakpa Cöndru Drakpa
- Karma Kamcang vagy karma kagyü - alapító: az első karmapa, Tüszum Kjenpa.
- Baram kagyü - alapító Barompa Darma Vangcsug
- Pagtru kagyü - alapító: Phagmo Drupa Dordzse Gyalpo (1110-1170)

### A Dagpo kagyü nyolc másodlagos aliskolája
A Dagpo kagyü nyolc másodlagos aliskolái (csung brgyad) mind a Phagdru Kagyü hagyományból erednek.
- Drikung kagyü - alapító: Drigung Kjobpa Dzsikten Gönpo Rincsen Pal (1143-1217)
- Lingre kagyü - alapító: Lingrepa Pema Dordzse (1128-1188)
- Marchang kagyü - alapító: Marpa Drupthob Serap Jese a So kolostor (ཤོ་དགོན) alapítója.
- Sugszeb kagyü
- Taklung kagyü  - alapító: Taklung Thangpa Tasi Pal (1142-1210).
- Trophu kagyü - alapító: Gyal Csa Rincsen Gon (1118-1195) és Kunden Repa (1148-1217). A hagyományt unokaöccsük indította el, Thropu Locava.
- Jabzsang kagyü
- Jelpa kagyü - alapító: Drubthob Jese Cegpa.

### A drukpa vonal
A drukpa vonalat, amelyet gyakran a négy elsődleges és a nyolc másodlagos iskolán kívülre helyeznek, Ling Repa tanítványa, Cangpa Gyare (1161–1211) alapította. Az ő ötödik inkarnációja és egyben a 18. hagyományvonal örököse, Ngavang Namgyal (1594–1651), az első Csabdrung Rinpocse, alapította Bhután államot, majd létrehozta a déli drukpa-vonalat és megtette azt államvallásként.

## A Dagpo kagyü vonal ma
A ma létező legfőbb rendezett dagpo kagyü iskolák a Karma, a drikung és a drukpa kagyü. Általánosságban véve a többi dagpo kagyü ezoterikus átadási vonalak és tanítások beolvadtak ezen három független iskola valamelyikébe.